# Marcel Béalu
Marcel Béalu (* 30. Oktober 1908 in Selles-sur-Cher; † 19. Juni 1993 in Paris) war ein französischer Schriftsteller.  

## Leben
Marcel Béalu stammte aus kleinen provinziellen Verhältnissen. Er hatte das Glück, sich den von 1921 bis 1928 und wieder seit 1936 in Saint-Benoît-sur-Loire lebenden Max Jacob zum Freund zu machen. Ab 1937 veröffentlichte er Gedichtbände. Ab 1941 gehörte er zur Dichtergruppe École de Rochefort (in Rochefort-sur-Loire). 1955 gründete er mit René Rougerie (1926–2010) die Zeitschrift Réalités secrètes, die er bis 1971 herausgab. Auswahlbände aus seinen zahlreichen Gedichten erschienen 1971 (D’où part le regard), 1976–1981 (Poèmes, 2 Bde.) und 1984 (Les 100 plus belles pages de Marcel Béalu). Zwei seiner Romane wurden ins Deutsche übersetzt.

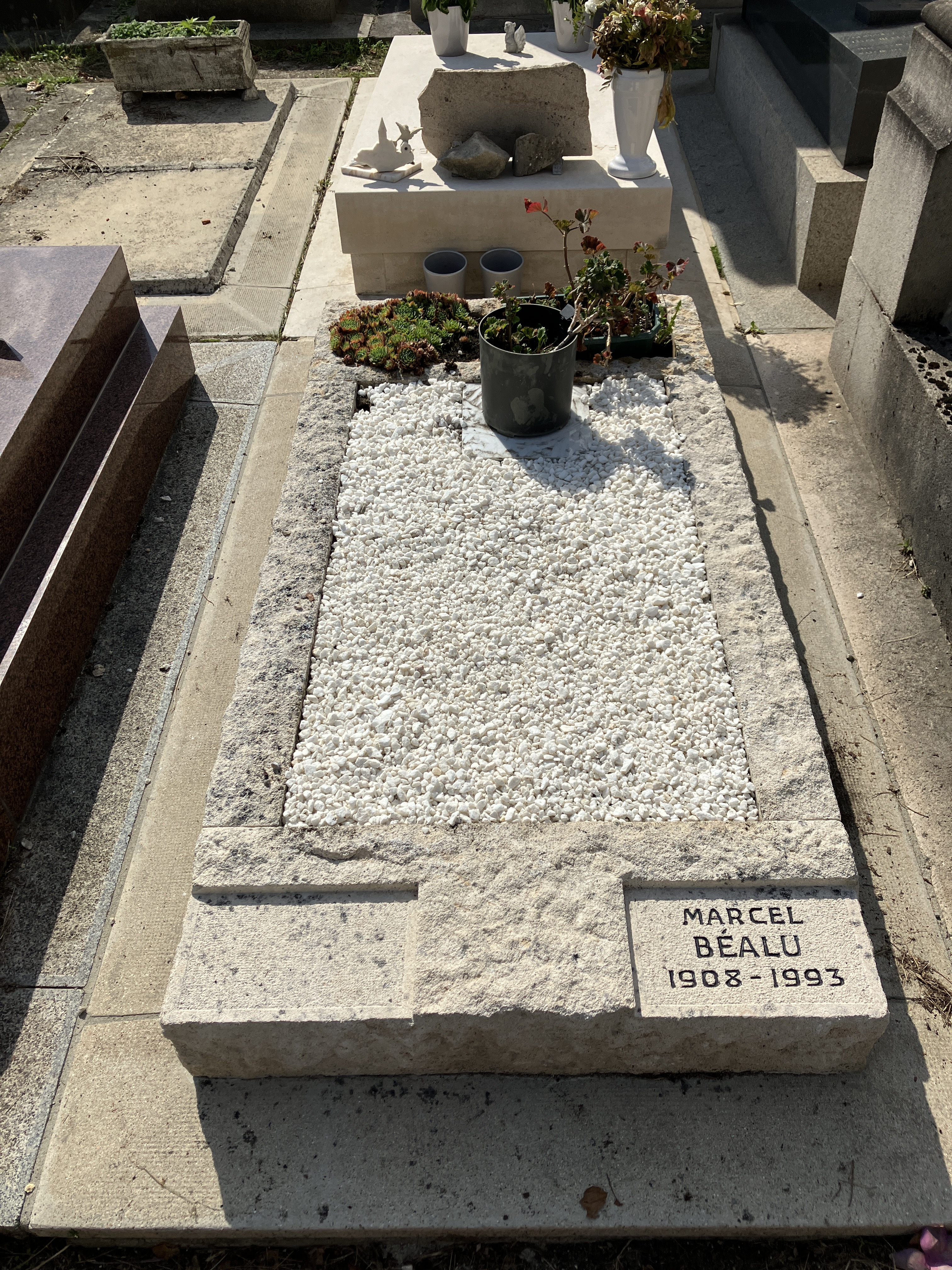
Grab von Marcel Béalu auf dem Friedhof Montparnasse

## Werke (Auswahl)

### Romane
- Mémoires de l’ombre. Gallimard, Paris 1944.
  - (deutsch) Erinnerungen aus dem Schatten. Deuticke, Wien 1995. (übersetzt von Leopold Federmair)
- L’Expérience de la nuit. Roman. Gallimard, Paris 1945.
  - (deutsch) Die Erfahrung der Nacht. Deuticke, Wien 1993. (übersetzt von Leopold Federmair; Nachwort von Georges-Arthur Goldschmidt)

### Gedichtsammlungen
- D’où part le regard. Rougerie, Limoges 1971.
- Poèmes. 1, 1936–1960. 2.  1960–1980. 2 Bde. Le Pont traversé, Paris 1976–1981.
- Les 100 plus belles pages de Marcel Béalu. Hrsg. René Plantier. P. Belfond, Paris 1984.

### Weitere Werke
- Dernier visage de Max Jacob. Calligrammes, Quimper 1994. (erweiterte Fassung, Vorwort von André Salmon)